# Paus Celestinus III
Celestinus III, geboren als Giacinto Bobone (Rome, 1106 - aldaar, 8 januari 1198) was paus van 1191 tot 1198. Op het moment van zijn verkiezing was hij al 85 jaar geworden en is daarmee de oudstverkozene van alle pausen. In het Latijn luidt zijn naam Coelestinus of Caelestinus.
Als jongeling verliep zijn leven voorspoedig want hij behoorde tot de welgestelde familie van de Orsini's. Al in 1126 was hij subdiaken in Lateranen en sinds 1144 kardinaal-diaken van Santa Maria in Cosmedin maar had nog geen priesterwijding ontvangen op het moment van zijn uitverkiezing.
Als eerste grote daad als paus, kroonde hij Hendrik VI tot keizer van het Heilige Roomse Rijk (al gepland door zijn voorganger).
Tusculum, dat in een concurrentiestrijd met Heilige Stoel gewikkeld was, werd in zijn eerste pontificaatjaar 1191 met de grond gelijk gemaakt.
Verder veroordeelde hij het huwelijk van Alfons IX van León met Theresia van Portugal wegens te naaste bloedverwantschap en weigerde koning Filips II van Frankrijk een echtscheiding toe te staan.
Hij erkende en bevestigde de Duitse Orde (1191) en zou zowel keizer Hendrik VI als Alfons IX van León later excommuniceren, de ene omdat hij Richard Leeuwenhart gevangen achterhield, de andere omdat hij vrede sloot met de moslims op het Iberisch Schiereiland om zodoende strijd te kunnen voeren tegen Castilië. Hij zond een persoonlijk gezant naar Spanje om de vrede onder de christenen te herstellen. Dit zou pas lukken onder zijn opvolger, paus Innocentius III.
Na zijn overlijden is Celestinus III begraven in Sint-Jan van Lateranen.
Cursief: tegenpaus